# Rue Becquerel
La rue Becquerel est une voie du 18e arrondissement de Paris, en France.

## Situation et accès
La rue Becquerel est une voie publique située dans le 18e arrondissement de Paris. Elle débute au 45, rue Custine, se termine rue Saint-Vincent et se trouve dans le quartier où ont été groupés des noms de savants. La rue débute par un grand escalier de 133 marches divisé en 6 paliers (5*22+23).

## Origine du nom
Elle porte le nom du physicien français Antoine César Becquerel (1788-1878).

## Historique
Cette voie est ouverte par un décret du 11 août 1867 sous le nom de « rue F » avant de prendre sa dénomination actuelle par un décret du 10 février 1875.

## Bâtiments remarquables et lieux de mémoire
Une partie des immeubles situés du côté impair est comprise dans le site du Vieux Montmartre.